# لوكوترين B4
الليكوترين B4 (بالإنجليزية: Leukotriene B4)‏هو أحد أنواع الليكوترين الذي يشارك في التهاب .إذ تقوم الخلايا mast cells في جهاز المناعة الموجودة في انسجة الأنف بإفراز مواد كيميائية منظمنها الليكوترين ب4.والذي قادرعلى إحداث تشكيل أنواع الأكسجين التفاعلاتفي الاوكسجين ..   ويتم تصنيعه من قبل الليكوترين A4 والهيدرولاز.

## وصلات  خارجية
http://www.ncbi.nlm.nih.gov/pubmed/6311078